# Adams (cognom)
Adams és un cognom comú d'origen anglès, escocès i jueu, que etimològicament significa "fill d'Adam".

## Persones amb el cognom Adams

### Polítiques i advocats
- Abigail Adams (1744-1818), EUA Primera dama
- Gerry Adams (nascut el 1948), polític republicà irlandès, President de Sinn Féin
- John Adams (1735-1826), segon President dels EUA
- John Quincy Adams (1767-1848), sisè President dels EUA

### Esports
- Hassan Adams (nascut el 1984), jugador de bàsquet americà
- Philippe Adams (nascut el 1969), belga conductor de F1, 2 GP amb Lotus el 1994

### Literatura i periodisme
- Douglas Adams (1952-2001), còmic britànic escriptor i dramaturg radiofònic, autor de les sèries The Hitchhiker's Guide to the Galaxy

### Música
- Bryan Adams (nascut el 1959), cantant canadenc, guitarrista, i compositor
- John Adams (nascut el 1947), compositor minimalista americà
- John Luther Adams (nascut el 1953), compositor americà
- Victoria Adams (nascuda el 1974), nom de naixement de la cantant de pop britànic "Posh Spice" Victoria Beckham

### Arts visuals i fotografia
- Ansel Adams (1902-1984), fotògraf estatunidenc
- Charles Adams (1912-2008), fotògraf britànic[2]
- Neal Adams (nascut el 1941), artista de còmic estatunidenc

### Teatre i televisió
- Amy Adams (nascut el 1974), actriu estatunidenca
- Don Adams (1923-2005), actor estatunidenc
- Nick Adams (1931-1968), actor i guionista estatunidenc
- Patrick J. Adams (nascut el 1981), actor canadenc

### Ciència, medicina, i enginyeria
- Arthur Adams (1820-1878), metge i naturalista britànic
- Charles Hitchcock Adams (1868-1951), EUA astrònom
- Donald Keith Adams (1902-1960) psicòleg americà que experimentava amb gats
- Edward Dean Adams (1846-1931), enginyer, financer, i científic, enginyer a la central hidroelèctrica de les Cascades del Niàgara, destinatari el 1926 de la medalla John Fritz[3]
- Johann Friedrich Adam (1780-1838), botànic conegut per l'abreviatura d'autor "Adams"
- John Couch Adams (1819-1892), astrònom i matemàtic britànic
- Walter Sidney Adams (1876-1956), astrònom americà

### Altres
- Nathan Adams (nascut el 1991), programador de videojoc britànic i dissenyador.
- Weaver W. Adams (1901-1963), Jugador d'escacs americà